# Vrtoglavica (film)
Vrtoglavica (angleško Vertigo) je ameriški noir psihološki triler iz leta 1958, ki ga je režiral in produciral Alfred Hitchcock. Zgodba temelji na romanu D'entre les morts dvojca Boileau-Narcejac iz leta 1954, scenarij sta napisala Alec Coppel in Samuel A. Taylor. V glavni vlogi nastopa James Stewart kot nekdanji policijski detektiv John »Scottie« Ferguson, ki se je bil prisiljen upokojiti po nezgodi pri delu, ob kateri je dobil strah pred višino in vrtoglavico. Znanec Gavin Elster (Tom Helmore) ga kot zasebnega detektiva najame, da sledi njegovi ženi Madeleine (Kim Novak), ki naj bi se obnašala nenavadno. 
Film je bil posnet v San Franciscu, Kaliforniji in v hollywoodskih Paramount Studios. Kot prvi je uporabil učinek »dolly zoom«, ko je s popačenjem perspektive dosegel prikaz zmedenosti ob prikazu Scottiejeve akrofobije. Zaradi tega se učinek imenuje tudi po filmu učinek »Vertigo«. 
Po premieri je prejel mešane ocene kritikov, toda sodobni kritiki ga ocenjujejo za klasični Hitchcockov film in eden od prelomnih filmov v njegovi karieri. Leta 2012 ga je Britanski filmski inštitut v reviji Sight & Sound na podlagi ankete filmskih kritikov izbral za najboljši film v zgodovini, na mestu katerega je izpodrinil film Državljan Kane iz leta 1941. Leta 1996 so film izdatno restavrirali na nov 70 mm trak z zvokom DTS. Ameriški filmski inštitut ga je na seznamu stotih najboljših ameriških filmov AFI's 100 Years...100 Movies leta 2007 uvrstil na deveto mesto.

## Vloge
- James Stewart kot John »Scottie« Ferguson
- Kim Novak kot Judy Barton in Madeleine Elster
- Barbara Bel Geddes kot Marjorie »Midge« Wood
- Tom Helmore kot Gavin Elster
- Henry Jones kot mrliški oglednik
- Raymond Bailey kot Scottiejevz dravnik
- Ellen Corby kot upravnica Hotela McKittrick
- Konstantin Shayne kot Pop Leibel
- Lee Patrick kot lastnica avtomobila